# Jan Sękowski
Jan Sękowski (ur. 1 czerwca 1934 w Warszawie, zm. 17 kwietnia 1985) – polski filolog klasyczny, tłumacz literatury łacińskiej, lektor języka łacińskiego i nauczyciel języka włoskiego.

## Życiorys i twórczość
Absolwent VI Liceum Ogólnokształcącego im. Tadeusza Reytana w Warszawie (1951) i studiów wyższych z zakresu filologii klasycznej na Uniwersytecie Warszawskim (magisterium, 1955). Pracował jako lektor języka łacińskiego na Uniwersytecie Warszawskim, później jako starszy wykładowca Instytutu Filologii Klasycznej UW, uczył języka włoskiego w warszawskich liceach, m.in. w II Liceum Ogólnokształcącym im. Stefana Batorego. W latach 70. XX wieku zamieszkał w Izabelinie pod Warszawą i został pochowany na miejscowym cmentarzu. Nie założył rodziny.
Zadebiutował jako tłumacz w 1953, publikując przekłady poezji nowołacińskiej i rzymskiej w czasopismach „Meander” i „Twórczość” (m.in. Maciej Kazimierz Sarbiewski, Andrzej Krzycki, Piotr Roizjusz, Owidiusz, Horacy, Stacjusz). W późniejszym okresie zamieszczał tłumaczenia w antologiach i wydał samodzielnie przetłumaczone książki: Satyry Horacego (1972), Apologia czyli W obronie własnej księga o magii Apulejusza (1975) i Sielanka rzymska (1985). Pośmiertnie ukazały się w jego przekładach Poezje wybrane (Metamorfozy) Owidiusza (1986) oraz Elegie Tibullusa (1987).